# Djurgårdens IF herrfotboll 1999
Djurgårdens IF Fotboll, säsongen 1999. Deltog i följande mästerskap: Fotbollsallsvenskan och Svenska cupen. 
Efter en imponerande 3-0-vinst i premiären mot IFK Norrköping blev det bara fyra segrar till i Allsvenskan. Tillsammans med Malmö FF och Kalmar FF (via kval) blev man degraderade till den nya andradivisionen Superettan, en hopslagning av Division 1 Norra & Södra. Redan under hösten 1998 värvades flera viktiga kuggar i det lag som bara två säsonger senare skulle vinna stora silvret i Allsvenskan, nya tränarduon Sören Åkeby & Zoran Lukic rekryterades under sommaren 1999 när Michael Andersson & Peter Grim fick sparken men det var efter degraderingen till Superettan som den stora utrensningen av icke önskvärda spelare skedde.

## Truppen

### Ledare
| Nat                                             | Tränare                         | Position             | Född       | I DIF sedan                                 | Kontrakt till | Kom från                           |
| ----------------------------------------------- | ------------------------------- | -------------------- | ---------- | ------------------------------------------- | ------------- | ---------------------------------- |
| Sverige                                         | Sören Åkeby (omgång 15-26)      | Huvudtränare         | 1952-02-23 | 1999* (och 1991-1993 som juniortränare)     | 2001-12-31    | Östersunds FK                      |
| Socialistiska federativa republiken Jugoslavien | Zoran Lukic (omgång 15-26)      | Assisterande tränare | 1956-11-27 | 1999* (och 1993-1998 som juniortränare)     | 2001-12-31    | Djurgårdens IF (som juniortränare) |
| Sverige                                         | Michael Andersson (omgång 1-14) | Huvudtränare         | 1959-08-24 | 1998                                        | 1999-12-31    | Spårvägens IF                      |
| Sverige                                         | Peter Grim (omgång 1-14)        | Assisterande tränare | 1958-03-26 | 1998                                        | 1999-12-31    | Spårvägens IF                      |
| Sverige                                         | Kjell Frisk                     | Målvaktstränare      | 1964-04-27 | 1999 (som tränare), 1990-1995 (som spelare) |               | Spårvägens IF (som spelare)        |

### Spelare
| Nr | Nat     | Spelare                                     | Position    | Född       | Längd  | Vikt  | I DIF sedan          | Kontrakt till | Kom från                | Moderklubb              | Ligamatcher | Mål |
| -- | ------- | ------------------------------------------- | ----------- | ---------- | ------ | ----- | -------------------- | ------------- | ----------------------- | ----------------------- | ----------- | --- |
| 1  | Sverige | Magnus Lindblad                             | Målvakt     | 1972-09-12 | 189 cm | 84 kg | 1996                 | 2000-12-31    | Djurgårdens IF Juniorer | IK Frej                 | 31          | 0   |
| 15 | Sverige | Martin Lossman (utlånad from 20 augusti)    | Målvakt     | 1971-08-29 | 187 cm | 90 kg | 1998                 | 1999-12-31    | Hammarby IF FF          | Högdalens AIS           | 23          | 0   |
| 15 | Danmark | Bo Andersen                                 | Målvakt     | 1976-03-26 | 186 cm | 85 kg | 1999*                | 1999-12-31    | Bristol City FC         | Slagelse B&I            | 11          | 0   |
| 2  | Sverige | Patrik Eriksson-Ohlsson                     | Back        | 1974-08-09 | 181 cm | 82 kg | 1999                 | 2001-12-31    | Västerås SK             | IFK Sundsvall           | 19          | 0   |
| 3  | Sverige | Mikael Dorsin (utlånad from 20 augusti)     | Back        | 1981-10-06 | 182 cm | 78 kg | 1998                 | 2000-12-31    | Djurgårdens IF Juniorer | IFK Lidingö FK          | 1           | 0   |
| 4  | Sverige | Magnus Samuelsson                           | Back        | 1975-05-21 | 182 cm | 86 kg | 1999                 | 2001-12-31    | Östers IF               | Bodens BK               | 18          | 0   |
| 5  | Sverige | Stefan Alvén (lagkapten)                    | Back        | 1968-12-12 | 182 cm | 80 kg | 1995                 | 1999-12-31    | Malmö FF                | Asmundtorps IF          | 121         | 2   |
| 11 | Sverige | Pierre Gallo                                | Back        | 1975-01-24 | 180 cm | 81 kg | 1998                 | 2000-12-31    | AIK FF                  | Norsborgs IF            | 43          | 6   |
| 16 | Sverige | Patricio Cisternas                          | Back        | 1969-04-25 | 182 cm | 79 kg | 1998                 | 1999-12-31    | Assyriska FF            | Assyriska FF            | 37          | 0   |
| 17 | Sverige | Jon Persson                                 | Back        | 1976-05-31 | 179 cm | 73 kg | 1997                 | 1999-12-31    | IK Brage                | Bullermyrens IK         | 62          | 6   |
|    | Sverige | Richard Henriksson                          | Back        | 1982-10-05 | 190 cm | 85 kg | 1999*                |               | Djurgårdens IF Juniorer | Djurgårdens IF          | 1           | 0   |
|    | Sverige | Martin Piotrowski                           | Back        | 1981-03-27 | 171 cm | 69 kg | 1999*                |               | Djurgårdens IF Juniorer | Djurgårdens IF          | 0           | 0   |
| ?  | Sverige | Magnus Olsson (utlånad)                     | Back        | 1978-04-24 | 184 cm | 86 kg | 1997                 |               | Djurgårdens IF Juniorer | Djurgårdens IF Juniorer | 1           | 0   |
| 6  | Sverige | Michael Borgqvist                           | Mittfältare | 1967-12-17 | 178 cm | 77 kg | 1997                 | 1999-12-31    | AIK FF                  | Spårvägens FF           | 72          | 5   |
| 7  | Sverige | Fred Persson (utlånad from 12 juli)         | Mittfältare | 1973-08-22 | 177 cm | 75 kg | 1992                 | 1999-12-31    | Djurgårdens IF Juniorer | Bro IK                  | 92          | 5   |
| 8  | Sverige | Zoran Stojcevski                            | Mittfältare | 1971-03-04 | 188 cm | 90 kg | 1994                 | 1999-12-31    | IFK Göteborg            | IFK Göteborg            | 101         | 18  |
| 10 | Sverige | Sharbel Touma                               | Mittfältare | 1979-03-25 | 177 cm | 69 kg | 1995                 | 2001-12-31    | Djurgårdens IF Juniorer | Motala AIF              | 46          | 9   |
| 12 | Sverige | Markus Karlsson                             | Mittfältare | 1972-08-30 | 185 cm | 79 kg | 1996                 | 1999-12-31    | Rimbo IF                | BKV Norrtälje           | 72          | 3   |
| 18 | Sverige | Niclas Rasck                                | Mittfältare | 1969-03-10 | 178 cm | 75 kg | 1999                 | 2001-12-31    | Örebro SK               | Ludvika FK              | 23          | 2   |
| 19 | Sverige | Joel Riddez                                 | Mittfältare | 1980-05-21 | 182 cm | 72 kg | 1999                 | 2001-12-31    | Spårvägens FF           | IF Brommapojkarna       | 18          | 0   |
| 20 | Sverige | Magnus Pehrsson                             | Mittfältare | 1976-05-25 | 192 cm | 87 kg | 1999 (och 1994-1996) | 2001-12-31    | IFK Göteborg            | IFK Lidingö             | 85          | 5   |
| 9  | Sverige | Fredrik Dahlström                           | Anfallare   | 1971-11-01 | 183 cm | 80 kg | 1996                 | 1999-12-31    | Malmö FF                | Höllvikens GIF          | 93          | 39  |
| 13 | Sverige | Christian Gröning (utlånad from 20 augusti) | Anfallare   | 1978-08-14 | 186 cm | 80 kg | 1995                 | 1999-12-31    | Djurgårdens IF          | Djurgårdens IF          | 19          | 3   |
| 14 | Sverige | Jones Kusi-Asare                            | Anfallare   | 1980-05-21 | 178 cm | 72 kg | 1999                 | 2001-12-31    | Vasalunds IF            | Vasalund/Essinge IF     | 15          | 1   |
| 21 | Sverige | Lucas Nilsson                               | Anfallare   | 1973-07-16 | 173 cm | 73 kg | 1996                 | 2000-12-31    | Gnesta FF               | Björnlunda IF           | 55          | 15  |
| 22 | Sverige | Samuel Wowoah                               | Anfallare   | 1976-06-17 | 175 cm | 72 kg | 1999                 | 2001-12-31    | Motala AIF              | IFK Lindesberg          | 16          | 3   |
|    | Sverige | Daniel Nannskog (utlånad)                   | Anfallare   | 1974-05-22 | 180 cm | 75 kg | 1997                 | 1999-12-31    | Malmö FF                | Högaborgs BK            | 46          | 18  |

## Allsvenskan
Noterbart är att den då sjuttonåriga Andreas Isaksson vaktade Trelleborgs mål på Stadion i omgång 4. Djurgården värvade Isaksson inför säsongen 2001 från den italienska storklubben Juventus, dit han gick sommaren 1999.
| Omgång | Datum        | Motståndare        | H/B | Resultat | Målskyttar                                        | Varningar                               | Domare             | Publik | Arena              | Position |
| ------ | ------------ | ------------------ | --- | -------- | ------------------------------------------------- | --------------------------------------- | ------------------ | ------ | ------------------ | -------- |
| 1      | 11 april     | IFK Norrköping     | H   | 3–0      | Rasck 32', Dahlström 35', Nilsson 62'             |                                         | Leif Sundell       | 11.479 | Stockholms Stadion | 1        |
| 2      | 22 april     | IFK Göteborg       | B   | 0–0      |                                                   |                                         | Martin Ingvarsson  | 6.081  | Gamla Ullevi       | 3        |
| 3      | 25 april     | Helsingborg        | B   | 1–4      | Kusi-Asare 65'                                    | Alvén 34' (rött), Samuelsson, Dahlström | Karl-Erik Nilsson  | 9.835  | Olympia            | 8        |
| 4      | 3 maj        | Trelleborgs FF     | H   | 2–2      | Nilsson 39', Borgqvist 76'                        |                                         | Sten Johanzon      | 6.158  | Stockholms Stadion | 8        |
| 5      | 10 maj       | Västra Frölunda IF | B   | 1–1      | Nilsson 15'                                       |                                         | Per-Olof Ståhl     | 1.308  | Ruddalens IP       | 10       |
| 6      | 17 maj       | Örgryte IS         | H   | 0–3      |                                                   | Borgqvist 70' (rött), Karlsson          | Andreas Kovacs     | 5.749  | Stockholms Stadion | 12       |
| 7      | 24 maj       | Kalmar FF          | H   | 0–3      |                                                   | Samuelsson                              | Martin Ingvarsson  | 5.840  | Stockholms Stadion | 13       |
| 8      | 31 maj       | Hammarby IF FF     | H   | 1–0      | Touma 70'                                         |                                         | Martin Ingvarsson  | 23.066 | Råsunda            | 11       |
| 9      | 9 juni       | Elfsborg           | B   | 1–2      | Touma 10' (straff)                                | Eriksson-Ohlsson, Samuelsson, Borgqvist | Andreas Kovacs     | 4.545  | Ryavallen          | 12       |
| 10     | 14 juni      | AIK FF             | B   | 1–3      | Dahlström 56'                                     | Alvén, Karlsson, Nilsson                | Morgan Norman      | 28.054 | Råsunda            | 13       |
| 11     | 17 juni      | Halmstads BK       | B   | 1–4      | Gallo 33' (straff)                                | Alvén                                   | Karl-Erik Nilsson  | 4.076  | Örjans Vall        | 13       |
| 12     | 29 juni      | Malmö FF           | H   | 4–1      | Touma (2) 41', 88', J. Persson 1', Stojcevski 75' |                                         | Peter Fröjdfeldt   | 6.945  | Stockholms Stadion | 11       |
| 13     | 5 juli       | Örebro SK          | H   | 0–1      |                                                   | Gallo 86' (rött)                        | Sven Holgersson    | 12.800 | Stockholms Stadion | 11       |
| 14     | 11 juli      | Malmö              | B   | 0–2      |                                                   | Cisternas, Karlsson                     | Miro Ulakovic      | 4.476  | Malmö IP           | 12       |
| 15     | 3 augusti    | Halmstads BK       | H   | 0–2      |                                                   |                                         | Andreas Kovacs     | 7.640  | Stockholms Stadion | 14       |
| 16     | 9 augusti    | Örgryte IS         | B   | 1–0      | Wowoah 68'                                        | Borgqvist, Cisternas                    | Jonas Hagberg      | 4.430  | Gamla Ullevi       | 12       |
| 17     | 15 augusti   | Västra Frölunda IF | H   | 1–1      | Wowoah 36'                                        |                                         | Håkan Jonasson     | 6.090  | Stockholms Stadion | 14       |
| 18     | 23 augusti   | Örebro SK          | B   | 1–1      | Touma 51'                                         | Andersen, Rasck                         | Leif Sundell       | 6.157  | Eyravallen         | 14       |
| 19     | 30 augusti   | AIK FF             | H   | 0–0      |                                                   | Samuelsson, Karlsson                    | Christer Fällström | 19.128 | Råsunda            | 13       |
| 20     | 13 september | Elfsborg           | H   | 1–2      | Pehrsson 80'                                      |                                         | Sten Johanzon      | 6.655  | Stockholms Stadion | 13       |
| 21     | 19 september | Trelleborg         | B   | 2–2      | Självmål 42', Touma 58'                           | Andersen, Alvén, Borgqvist              | Peter Fröjdfeldt   | 2.227  | Vångavallen        | 13       |
| 22     | 25 september | Helsingborgs IF    | H   | 2–4      | Nilsson 49', Wowoah 52'                           | Eriksson-Ohlsson                        | Leif Sundell       | 5.011  | Stockholms Stadion | 14       |
| 23     | 4 oktober    | Hammarby IF        | B   | 1–2      | Dahlström 81'                                     | Karlsson 89' (rött), Samuelsson, Gallo  | Martin Ingvarsson  | 21.416 | Råsunda            | 14       |
| 24     | 18 oktober   | Kalmar FF          | B   | 0–0      |                                                   | Rasck, Nilsson                          | Christer Fällström | 5.730  | Fredriksskans IP   | 14       |
| 25     | 24 oktober   | IFK Göteborg       | H   | 2–0      | Touma 16', Rasck 83'                              | Alvén, Kusi-Asare, Dahlström            | Andreas Kovacs     | 2.664  | Stockholms Stadion | 13       |
| 26     | 30 oktober   | IFK Norrköping     | B   | 1–1      | Touma 86' (straffl)                               | Karlsson                                | Miro Ulakovic      | 7.765  | Idrottsparken      | 14       |

## Svenska cupen

### 1998/1999
| Omgång | Datum        | Motståndare | H/B | Resultat | Målskyttar | Publik | Arena          |
| ------ | ------------ | ----------- | --- | -------- | ---------- | ------ | -------------- |
| 1      | 26 juli 1998 | Värtans IK  | B   | 0-4      |            | Okänt  | Hjorthagens IP |

### 1999/2000
| Omgång | Datum             | Motståndare       | H/B | Resultat | Målskyttar                                       | Domare         | Publik | Arena            |
| ------ | ----------------- | ----------------- | --- | -------- | ------------------------------------------------ | -------------- | ------ | ---------------- |
| 1      | 25 juli 1999      | Hudiksvalls ABK   | B   | 4-1      | Pehrsson (2) 21', 55', Riddez 4', Stojcevski 36' | Peter Höglund  | 935    | Glysisvallen     |
| 2      | 25 augusti 1999   | Heby AIF          | B   | 4-1      | Dahlström (2) 24', 78', Riddez 21' Wowoah 60'    | Lars Kratz     | 1 200  | Tegelvallen      |
| 3      | 22 september 1999 | Essinge IK        | B   | 2-1      | Självmål 54', Karlsson 61'                       | Rune Larsson   | 510    | Kristinebergs IP |
| 4      | 13 oktober 1999   | IF Brommapojkarna | B   | 0-1      |                                                  | Jonas Eriksson | 654    | Grimsta IP       |

## Träningsmatcher
| Datum       | Motståndare       | H/B | Resultat | Målskyttar                                                  | Publik | Arena                   | Noteringar                                                                                    |
| ----------- | ----------------- | --- | -------- | ----------------------------------------------------------- | ------ | ----------------------- | --------------------------------------------------------------------------------------------- |
| 13 januari  | Östersunds FK     | B   | 6-5      | Kusi-Asare (2), Borgqvist, Stojcevski, Karlsson, Samuelsson | 420    | ÖP-hallen (inomhus)     | Spelades 2x40 minuter                                                                         |
| 6 februari  | Västerås SK       | H   | 5-1      | Dahlström (3), Kusi-Asare (2)                               | Ca 500 | Stadshagens IP          |                                                                                               |
| 7 februari  | IF Brommapojkarna | H   | 2-0      | Nilsson, Kusi-Asare                                         | Ca 300 | Stadshagens IP          |                                                                                               |
| 13 februari | IFK Lidingö       | H   | 4-0      | Kusi-Asare (2), Wowoah, Karlsson                            | Ca 400 | Stadshagens IP          |                                                                                               |
| 20 februari | IFK Norrköping    | B   | 0-4      |                                                             | Okänt  | Idrottsparkens grusplan |                                                                                               |
| Okänt       | Amarante FC       | B   | 3-0      | Kusi-Asare, J. Persson, Självmål                            | Okänt  | Portugal                | Träningsläger i Portugal                                                                      |
| 13 mars     | GIF Sundsvall     | H   | 2-1      | Kusi-Asare, Gallo (straff)                                  | Okänt  | Stadshagens IP          |                                                                                               |
| 14 mars     | Åtvidabergs FF    | B   | 0-1      |                                                             | Okänt  | Åtvidaberg              |                                                                                               |
| 27 mars     | IFK Motala        | B   | 3-2      | Rasck, Alvén, Cisternas                                     | Okänt  | Jylland                 |                                                                                               |
| 29 mars     | Gais              | B   | 3-2      | Rasck, Kusi-Asare, Borgqvist                                | Okänt  | Jylland                 |                                                                                               |
| 5 april     | Östers IF         | B   | 2-0      | Eriksson-Ohlsson, Nilsson                                   | Okänt  | Lönsboda                |                                                                                               |
| 7 april     | IFK Stockholm     | B   | 2-3      | Stojcevski (2)                                              | Okänt  | Vårbergs IP             | Stockholm Cup, IFK Stockholm gjorde två av målen på sina tre handikappstraffar inför matchen. |
| 23 juli     | Åtvidabergs FF    | H   | 2-0      | Dahlström, Pehrsson                                         | 4 000  | Björkövallen            |                                                                                               |

## Statistik

### Allsvenskan
| Spelare                 | Matcher | Mål | Assist | Poäng | Varningar | Utvisningar |
| ----------------------- | ------- | --- | ------ | ----- | --------- | ----------- |
| Sharbel Touma           | 24      | 8   | 3      | 11    | 0         | 0           |
| Lucas Nilsson           | 25      | 4   | 3      | 7     | 2         | 0           |
| Fredrik Dahlström       | 22      | 3   | 2      | 5     | 2         | 0           |
| Magnus Pehrsson         | 23      | 1   | 4      | 5     | 0         | 0           |
| Samuel Wowoah           | 16      | 3   | 1      | 4     | 0         | 0           |
| Niclas Rasck            | 23      | 2   | 0      | 2     | 2         | 0           |
| Jon Persson             | 11      | 1   | 1      | 2     | 0         | 0           |
| Jones Kusi-Asare        | 15      | 1   | 1      | 2     | 1         | 0           |
| Michael Borgqvist       | 22      | 1   | 1      | 2     | 3         | 1           |
| Zoran Stojcevski        | 12      | 1   | 0      | 1     | 0         | 0           |
| Pierre Gallo            | 21      | 1   | 0      | 1     | 1         | 1           |
| Självmål                |         | 1   |        |       |           |             |
| Stefan Alvén            | 24      | 0   | 0      | 0     | 4         | 1           |
| Markus Karlsson         | 20      | 0   | 0      | 0     | 5         | 1           |
| Patrik Eriksson-Ohlsson | 20      | 0   | 0      | 0     | 2         | 0           |
| Joel Riddez             | 18      | 0   | 0      | 0     | 0         | 0           |
| Magnus Samuelsson       | 18      | 0   | 0      | 0     | 5         | 0           |
| Patricio Cisternas      | 13      | 0   | 0      | 0     | 2         | 0           |
| Bo Andersen             | 11      | 0   | 0      | 0     | 2         | 0           |
| Magnus Lindblad         | 9       | 0   | 0      | 0     | 0         | 0           |
| Martin Lossman          | 7       | 0   | 0      | 0     | 0         | 0           |
| Richard Henriksson      | 1       | 0   | 0      | 0     | 0         | 0           |
| Christian Gröning       | 1       | 0   | 0      | 0     | 0         | 0           |

### Svenska Cupen, mål
1. Magnus Pehrsson, 2
2. Joel Riddez, 2
3. Fredrik Dahlström, 2
4. Zoran Stojcevski, 1
5. Samuel Wowoah 1
6. Markus Karlsson, 1
7. Självmål, 1

### Träningsmatcher, mål
1. Jones Kusi-Asare, 10
2. Fredrik Dahlström, 4
3. Zoran Stojcevski, 3
4. Michael Borgqvist, 2
5. Markus Karlsson, 2
6. Lucas Nilsson, 2
7. Niclas Rasck, 2
8. Magnus Samuelsson, 1
9. Samuel Wowoah,1
10. Pierre Gallo, 1
11. Stefan Alvén, 1
12. Patricio Cisternas, 1
13. Patrik Eriksson-Ohlsson, 1
14. Magnus Pehrsson, 1
15. Jon Persson, 1
16. Självmål, 1

## Truppförändringar
Efter säsongen 1998 och inför/under säsongen 1999:

### Spelare/tränare in
| Datum            | Nr | Namn                    | Från                    | Position    | Kommentar                              | Länk   |
| ---------------- | -- | ----------------------- | ----------------------- | ----------- | -------------------------------------- | ------ |
| 8 november 1998  | 14 | Jones Kusi-Asare        | Vasalunds IF            | Anfallare   | 3-årskontrakt (tom 31 december 2001)   | dif.se |
| 12 november 1998 | 19 | Joel Riddez             | Spårvägens FF           | Anfallare   | 3-årskontrakt (tom 31 december 2001)   | dif.se |
| 21 november 1998 | 22 | Samuel Wowoah           | Motala AIF              | Anfallare   | 3-årskontrakt (tom 31 december 2001)   | dif.se |
| 12 december 1998 | 2  | Patrik Eriksson-Ohlsson | Västerås SK             | Back        | 3-årskontrakt (tom 31 december 2001)   | dn.se  |
| 14 december 1998 | 18 | Niclas Rasck            | Örebro SK               | Mittfältare | 3-årskontrakt (tom 31 december 2001)   | dif.se |
| 15 december 1998 | 20 | Magnus Pehrsson         | IFK Göteborg            | Mittfältare | 3-årskontrakt (tom 31 december 2001)   | dif.se |
| 17 december 1998 | 4  | Magnus Samuelsson       | Östers IF               | Back        | 3-årskontrakt (tom 31 december 2001)   | dif.se |
| 21 juli 1999     |    | Sören Åkeby             | Östersunds FK           | Tränare     | 2,5-årskontrakt (tom 31 december 2001) | dif.se |
| 21 juli 1999     |    | Zoran Lukic             | Djurgårdens IF Juniorer | Tränare     | 2,5-årskontrakt (tom 31 december 2001) | dif.se |
| 3 augusti 1999   | 15 | Bo Andersen             | Bristol City FC         | Målvakt     | Lån (tom 31 december 1999)             | dn.se  |
| 20 augusti 1999  |    | Martin Piotrowski       | Djurgårdens IF Juniorer | Back        |                                        |        |
| 20 augusti 1999  |    | Richard Henriksson      | Djurgårdens IF Juniorer | Back        |                                        |        |

### Spelare/tränare ut
| Datum            | Nr | Namn                | Från                         | Position    | Kommentar                                       | Länk   |
| ---------------- | -- | ------------------- | ---------------------------- | ----------- | ----------------------------------------------- | ------ |
| 26 november 1998 | 18 | Peter Hallström     | Dalian Wanda                 | Back        |                                                 | dif.se |
| 26 november 1998 | 22 | Daniel Martinez     | Universidad de Las Palmas CF | Mittfältare |                                                 | dif.se |
| 26 november 1998 | 2  | Carlos Banda        | IFK Österåker                | Back        |                                                 | dif.se |
| 12 januari 1999  | 4  | Magnus Olsson       | FC Café Opera                | Back        | Lån för resten av säsongen                      | dif.se |
| 12 januari 1999  | 10 | Christer Bergqvist  | GIF Sundsvall                | Mittfältare |                                                 | dif.se |
| 13 januari 1999  | 14 | Peter Langemar      | Slutar spela fotboll         | Back        | Slutar pga skadeproblem                         | dif.se |
| 4 februari 1999  | 20 | Daniel Nannskog     | Assyriska FF                 | Anfallare   | Lån över hela 1999, därefter går kontraktet ut  | dn.se  |
| 12 juli 1999     | 7  | Fred Persson        | IF Brommapojkarna            | Mittfältare | Lån för resten av säsongen                      | dif.se |
| 21 juli 1999     |    | Michael Andersson   | Malmö FF                     | Tränare     | Får sparken. Gick till Malmö säsongen 2000.     | dif.se |
| 21 juli 1999     |    | Peter Grim          | Spårvägens FF                | Tränare     | Får sparken. Gick till Spårvägen säsongen 2000. | dif.se |
| 3 augusti 1999   |    | Tonton Zola Moukoko | Derby County FC              | Mittfältare | 1+3 år                                          | dn.se  |
| 20 augusti 1999  | 15 | Martin Lossman      | Spårvägens FF                | Målvakt     | Lån för resten av säsongen                      | dn.se  |
| 20 augusti 1999  | 13 | Christian Gröning   | Spårvägens FF                | Anfallare   | Lån för resten av säsongen                      | dn.se  |
| 20 augusti 1999  | 3  | Mikael Dorsin       | Spårvägens FF                | Back        | Lån för resten av säsongen                      | dn.se  |

## Klubben

### Spelartröjor
- Tillverkare: Adidas
- Huvudsponsor: Bewator
- Hemmatröja: Blårandig
- Bortatröja: Röd
- Spelarnamn: Nej
- Övrigt:

### Årsmötet 1999
- Datum: Februari 1999 [1]
- Plats: ?
- Deltagare: ?
- Ordförande: ?

Styrelsen för Djurgårdens IF Fotbollsförening ("DIF FF") valdes enligt följande:
- Bo Lundquist (omvald ordförande), Dan Svanell, Göran Aral, Lars Erbom, Anders Beck-Friis, Pelle Kotschack, Christer Magnusson och Charles Falk.
- Bosse Andersson är i egenskap av klubbdirektör adjungerad till styrelsen.

Årets spelare 1998: Michael Borgqvist
Källa: DIF:s egen rapport från årsmötet